# Seaport FM
Seaport FM is de lokale radiozender van de gemeente Velsen (IJmuiden) en omstreken. De eerste uitzending was op 1 januari 2002. Seaport FM is onderdeel van de Velser Omroep Stichting.
Daarnaast is er ook RTV Seaport. 
Seaport FM en TV worden samen Seaport Plaza genoemd.